# Palablù (delfinario)
Il Palablù era un delfinario situato a Gardaland, il parco di divertimenti sul Lago di Garda.

## Storia
È stato costruito nel 1997 sulle ceneri del vecchio delfinario, struttura ormai obsoleta per ospitare la grande quantità di gente che, al tempo, assisteva allo spettacolo con i delfini. Gli spettacoli erano seguiti da circa 759.000 spettatori ogni anno. Nel 2000 la procura della Repubblica presso il tribunale di Verona aprì un'indagine per presunto maltrattamento di animali, a seguito della morte di quattro delfini, avvenuta nell'arco di tre anni, per l'eccessivo stress dovuto ai continui spettacoli.
Nel 2012, per decisione di Merlin Entertainments, il delfinario venne chiuso e i delfini vennero trasferiti all'Acquario di Genova.
Dal 2012 fino al 2017 la struttura rimase chiusa, quasi in uno stato di abbandono.
Nel 2017 venne riaperto il vecchio negozio per ospitare la mostra "La favolosa Gioia" dedicata a Gabriele D'Annunzio, in collaborazione con il Vittoriale.
Ad inizio 2021 il Palablù venne ritinteggiato, passando dall’azzurro tenue e bianco al blu scuro.
Nel 2022 fu rimossa la mostra "La favolosa Gioia".
Quando la struttura era aperta, si svolgeva, ogni giorno, uno spettacolo di 20 minuti chiamato “The Dolphin Show”.
Nella galleria sotterranea, sempre aperta negli orari di apertura del parco, era possibile osservare, dalle vetrate, la vita quotidiana dei delfini. Inoltre erano anche presenti diversi acquari con alcune specie di pesci, che, con la chiusura del posto, vennero trasferiti al limitrofo Gardaland Sea Life Acquarium.